# Séguret
Séguret település Franciaországban, Vaucluse megyében. Lakosainak száma 773 fő (2022. január 1.). Séguret Crestet, Gigondas, Rasteau, Roaix, Sablet és Vaison-la-Romaine községekkel határos.

## Népesség
A település népessége az elmúlt években az alábbi módon változott:
| Lakosok száma | 839  | 847  | 874  | 844  | 848  | 856  | 830  | 801  | 773  |
|               | 2013 | 2015 | 2016 | 2017 | 2018 | 2019 | 2020 | 2021 | 2022 |